# اچ‌ام‌اس برانتینگهام (ام۲۶۱۲)
اچ‌ام‌اس برانتینگهام (ام۲۶۱۲) (به انگلیسی: HMS Brantingham (M2612)) یک کشتی بود که طول آن ۱۰۰ فوت (۳۰ متر) بود. این کشتی در سال ۱۹۵۳ ساخته شد.